# Naturalistische Plansprache
Eine naturalistische Plansprache ist eine Plansprache, die zwar eine vereinfachte Grammatik hat, aber die relativ unregelmäßige Wortbildung einer natürlichen Sprache oder Sprachfamilie (meist der romanischen Sprachen) übernimmt und daher nach Auffassung des jeweiligen Autors „natürlicher“ als andere Plansprachen aussieht.
Wichtige naturalistische Plansprachen (allesamt an den romanischen Sprachen orientiert) sind Interlingue (veröffentlicht 1922 unter dem Namen Occidental), Novial (1928) und Interlingua (1951). Ido (1907) und auch INTAL (1954/1978) sind Versuche, Esperanto naturalistische Züge zu geben.
Typische Beispiele sind auch die zonalen Plansprachen wie Interslawisch.